# Glutatión disulfuro
El glutatión disulfuro (GSSG) o disulfuro de glutatión es un disulfuro derivado de la unión de dos moléculas de glutatión.
En las células vivas el glutatión disulfuro se reduce a dos moléculas de glutatión con equivalentes de reducción provenientes de la coenzima NADPH. Esta reacción se encuentra catalizada por la enzima glutatión reductasa. Enzimas antioxidantes como la glutatión peroxidasa y las peroxirredoxinas generan glutatión disulfuro durante la reducción de peróxidos, ya sea en forma de peróxido de hidrógeno (H
2O
2) o como peróxidos orgánicos (ROOH):
Otras enzimas, como las glutarredoxinas, generan glutatión disulfuro por medio de un intercambio tiol-disulfuro con puentes disulfuro de proteínas u otros compuestos de bajo peso molecular como la coenzima A o el ácido deshidroascórbico.